# Sony Pictures
A Sony Pictures Entertainment Inc. (közismert nevén Sony Pictures vagy SPE, korábban Columbia Pictures Entertainment Inc.) amerikai multinacionális és szórakoztatóipari vállalat, amely filmes alkotásokat (mozifilmeket, televíziós műsorokat és videofilmeket) gyárt, vásárol és forgalmaz több platformon keresztül. A Sony Film Holding Inc. nevű köztes vállalaton keresztül a Sony Entertainment Inc. leányvállalataként működik, amely maga is a Sony Group Corporation multinacionális technológiai és multimédiás vállalatcsoport leányvállalata.
A 2017-es pénzügyi évben (2017. április - 2018. március) csoportos árbevétele a jelentések szerint 9,133 milliárd dollár volt.
Az SPE az öt nagy amerikai filmstúdió és a Motion Picture Association (MPA) tagja.

## Vállalati struktúra
Az SPE székhelye a Kaliforniai Culver Cityben található, és különböző stúdiókat és szórakoztatóipari márkákat foglal magában, köztük a Columbia Pictures, a Screen Gems, a TriStar Pictures és a Game Show Network.

### Vezetői csapat
- Anthony Vinciquerra
  - Elnök és vezérigazgató, Sony Pictures Entertainment
- Tom Rothman
  - Elnök, Sony Pictures Motion Picture Group[2]

### Motion Pictures and Home Entertainment
Sony Pictures Motion Picture Group: korábban Columbia TriStar Motion Picture Group. A több mint 4000 filmet (köztük 12 Oscar-díjas filmet) tartalmazó filmtárral rendelkező Sony ezen egysége 2004-től évente mintegy 22 filmet forgalmaz különböző stúdiómárkái alatt 67 országban. A csoportnak stúdiólétesítményei vannak az Amerikai Egyesült Államokban, Hongkongban, Madridban, Mexikóban, az Egyesült Királyságban, Brazíliában és Japánban. Az alábbiakban felsorolt céges márkákon kívül a Sony Picturesnek szerződése van az Metro-Goldwyn-Mayer és az United Artists egyes filmjeinek forgalmazására is.
- - Columbia Pictures: A Sony 1989-ben vásárolta meg a stúdiót a The Coca-Cola Companytól 3,4 milliárd dollárért.
  - TriStar Pictures: 1982-ben alakult a Columbia Pictures, az HBO és a CBS közös vállalkozásaként. 1987 decemberében a The Coca-Cola Company, 1989-ben pedig a Sony tulajdonába került. 2004-ben újraindult, mint marketing és akvizíciós egység, amely a műfaji és független filmekre specializálódott.
    - TriStar Productions: Thomas Rothman és az SPE közös vállalkozása.

  - Screen Gems: Eredetileg a Columbia animációs részlege, később televíziós produkciós cég, amely leginkább a Bewitched és a The Partridge Family televíziós műsorairól ismert, valamint 1958-ban a The Three Stooges rövid témáit is bevitték a televízióba. A Sony 1998-ban újjáélesztette a Screen Gems márkát, hogy középáras (20 és 50 millió dollár közötti gyártási költségvetésű) filmeket fejlesszen bizonyos műfajokban, mint például a sci-fi, horror, fekete mozi és franchise filmek.
  - Sony Pictures Imageworks[4]
  - Sony Pictures Animation
  - Sony Pictures Classics
  - 3000 Pictures
  - Sony Pictures Releasing: 1994-ben alapították[5] a Triumph Releasing Corporation utódjaként. Az üzletág a Sony Pictures Entertainment által gyártott filmek forgalmazásával, marketingjével és promóciójával foglalkozik; többek között a Columbia Pictures, TriStar Pictures, Screen Gems, Sony Pictures Classics és más cégek.
    - Sony Pictures Releasing International (korábban Columbia TriStar Film Distributors International)
      - Sony Pictures India: A Sony által indiai filmek kiadására és a Columbia Pictures alatt kiadott hollywoodi filmek forgalmazására létrehozott produkciós vállalat.

  - Sony Pictures Home Entertainment: 1978-ban alapították Columbia Pictures Home Entertainment néven. Jelenleg gyártja és forgalmazza a Sony film- és televíziós filmtárát Blu-ray, Ultra HD Blu-ray, 3D Blu-ray, DVD és digitális letölthető formátumban.
    - Sony Wonder: A Sony Music Entertainment korábbi gyermek- és családi kiadója, amely 2007. június 21-én került át az SPHE-hez.
    - Genius Brands (kisebbségi tulajdonrész)

  - Sony Pictures Worldwide Acquisitions (SPWA): A Sony egyik részlege, amely évente körülbelül 60 filmet vásárol és gyárt a legkülönfélébb forgalmazási platformok számára, különösen a nem színházi piacokra. 2010 szeptemberéig 'Worldwide SPE Acquisitions, Inc.' volt a neve.
    - Destination Films: A jelenleg akció-, thriller-, sci-fi-, hiánypótló és alsó-középkategóriás horrorfilmekre specializálódott filmgyártó céget 2001-ben vásárolta fel a Sony.
    - Stage 6 Films: Egy 2007-ben létrehozott direct-to-video kiadó. Néhány filmet moziban is kiad.
    - Affirm Films: Egy 2008-ban indított filmes kiadó, amely evangélikus és keresztény filmeket ad ki.